# Tomojuki Kadžino
Tomojuki Kadžino (japonsko 梶野 智幸), japonski nogometaš, * 11. julij 1960.
Za japonsko reprezentanco je odigral 9 uradnih tekem.